# Friedrich Hayn
Friedrich Karl Traugott Hayn (* 14. Mai 1863 in Auerbach (Zwickau), Sachsen; † 9. September 1928 in Leipzig) war ein deutscher Astronom.
Hayn war der Sohn eines Pfarrers und besuchte das Gymnasium in Dresden. 1883 bis 1888 studierte er Astronomie an den Universitäten Leipzig und Göttingen. In Leipzig wurde er Mitglied der Landsmannschaft Afrania. 1888 promovierte er in Göttingen über die Bahnbestimmung des Kometen 1862 III. Danach war er Assistent, ab 1891 Observator und 1911 Erster Observator an der Leipziger Sternwarte. 1920 wurde er außerordentlicher Professor an der Universität Leipzig (nachdem er einen Ruf an die Sternwarte Königsberg ausgeschlagen hatte). Er vermaß unter anderem den Plejaden-Sternhaufen, bestimmte Rotationselemente des Mondes (er schrieb darüber einen Artikel in der Enzyklopädie der mathematischen Wissenschaften) und entwickelte eine elektrische Uhr.
Der Mondkrater Hayn ist nach ihm benannt.